# Grand Prix SAR La Princesse Lalla Meryem 2012
Il  Grand Prix SAR La Princesse Lalla Meryem 2012 è stato un torneo femminile di tennis giocato sulla terra rossa. È stata la 12ª edizione del torneo che fa parte della categoria International nell'ambito del WTA Tour 2012. Si è giocato a Fès in Marocco dal 23 al 29 aprile 2012.

## Partecipanti

### Teste di serie
| Giocatrice | Nazionalità             | Ranking* | Testa di serie |
| ---------- | ----------------------- | -------- | -------------- |
| Spagna     | Anabel Medina Garrigues | 26       | 1              |
| Russia     | Svetlana Kuznecova      | 27       | 2              |
| Rep. Ceca  | Petra Cetkovská         | 30       | 3              |
| Belgio     | Yanina Wickmayer        | 31       | 4              |
| Romania    | Simona Halep            | 42       | 5              |
| Sudafrica  | Chanelle Scheepers      | 44       | 6              |
| Rep. Ceca  | Klára Zakopalová        | 47       | 7              |
| Israele    | Shahar Peer             | 55       | 8              |

- Ranking all'16 aprile 2012.

### Altre partecipanti
Giocatrici che hanno ricevuto una Wild card:
- Anabel Medina Garrigues
- Nadia Lalami
- Fatima Zahrae El Allami

Giocatrici passate dalle qualificazioni:

- Kiki Bertens
- Melinda Czink
- Garbiñe Muguruza Blanco
- Arina Rodionova

## Campionesse

### Singolare
Kiki Bertens ha superato in finale  Laura Pous Tió per 7-5, 6-0.
- È il primo titolo in carriera per la Bertens.

### Doppio
Petra Cetkovská /  Aleksandra Panova hanno sconfitto in finale  Irina-Camelia Begu /  Alexandra Cadanțu per 3-6, 7–6(5), [11-9].